# Quicksand (roman)
Quicksand (titlu original Quicksand) este un roman science fiction al scriitorului britanic John Brunner. A fost publicat pentru prima oară în Statele Unite de către Doubleday în 1967.
Este un roman care are loc în prezent și descrie un om singuratic care se confruntă cu o criză fantastică.

## Prezentare
Într-o pădure, este descoperită o tânără goală care vorbește o limbă necunoscută.
Un tânăr psihiatru, Paul Fidler, este responsabil pentru tratarea ei la spitalul de psihiatrie din Chent. Va reuși Paul Fidler să-i dezvăluie misterul și să calmeze îngrijorarea colegilor săi? Suferă de o formă necunoscută de amnezie? Este o simulatoare foarte bună? Sau vine, după cum pretinde ea, dintr-un loc... din vastul timpului? Și chiar are nevoie de îngrijire?